# اولگا هارتمن
اولگا هارتمن (انگلیسی: Olga Hartman; ۱۷ مهٔ ۱۹۰۰ – ۵ ژانویهٔ ۱۹۷۴) دانشمند در زمینه جانورشناسی اهل ایالات متحده آمریکا بود.
اولگا هارتمن (۱۷ مه ۱۹۰۰ – ۵ ژانویه ۱۹۷۴) یک جانورشناس بی‌مهرگان و پلی‌کیت‌شناس آمریکایی بود. او دانشجوی اس. اف. لایت در دانشگاه کالیفرنیا، برکلی بود و بعدها به عنوان پژوهشگر در بنیاد آلن هنکاک و استاد زیست‌شناسی در دانشگاه کالیفرنیای جنوبی فعالیت کرد. هارتمن که از دهه ۱۹۳۰ تا ۱۹۷۰ فعال بود، در زمینه پلی‌کیت‌ها، گروهی از کرم‌های حلقوی دریایی، تخصص داشت و به عنوان یک فهرست‌نگار و سیستماتیک‌دان پلی‌کیت‌ها شناخته می‌شد. او یکی از سه نویسنده پرکار در این حوزه محسوب می‌شود و در طول زندگی خود ۴۷۳ گونه پلی‌کیت را توصیف کرد.

## اوایل زندگی
اولگا هارتمن در ۱۷ مه ۱۹۰۰ در واترلو، ایلینوی متولد شد. او در دبیرستان واترلو (ایلینوی) (۱۹۱۸) تحصیل کرد و کاپیتان تیم ورزشی دختران بود. او همچنین در تحریریه سالنامه دبیرستان خود، Periscope، فعالیت داشت و دربارهٔ تنیس می‌نوشت. نقل قول سال آخر او شعری بود که به علایق و مهارت‌های متنوع او اشاره داشت.
پس از دبیرستان، هارتمن تحصیلات کارشناسی خود را در دانشگاه ایلینوی در اربانا-شمپین (لیسانس هنر، ۱۹۲۶) به پایان رساند. پس از فارغ‌التحصیلی، به تدریس در یک مدرسه خصوصی پرداخت، اما این مدرسه پس از چند سال ورشکسته شد.

## دانشگاه کالیفرنیا، برکلی
هارتمن در دانشگاه کالیفرنیا، برکلی نام‌نویسی کرد و تحصیلات تکمیلی خود را آغاز نمود. در سال ۱۹۳۳، او در کلاس‌های تابستانی و سفرهای میدانی جانورشناسی بی‌مهرگان به سرپرستی اس. اف. لایت در ماس بیچ، کالیفرنیا شرکت کرد، جایی که برای اولین بار مطالعه پلی‌کیت‌ها را آغاز نمود. او و سایر دانشجویان از سپیده‌دم در آب‌های جزر و مدی به جمع‌آوری نمونه‌ها می‌پرداختند و پس از غروب، تا نیمه‌شب در آزمایشگاه به مطالعه می‌پرداختند.
موهر که از همکاران هارتمن و دانشجوی سابق لایت بود، اشاره می‌کند که هارتمن از مسن‌ترین دانشجویان کلاس در ماس بیچ بود، اما در عین حال چابک‌ترین نیز محسوب می‌شد. در حالی که بیشتر دانشجویان روی صخره‌های خزه‌پوش سر می‌خوردند، هارتمن به راحتی روی آن‌ها حرکت می‌کرد.
او پایان‌نامه کارشناسی ارشد خود را با عنوان بازبینی گونه‌های پلی‌کیت خانواده Spionidae در کالیفرنیا (کارشناسی ارشد، ۱۹۳۳) نوشت، و رساله دکترای خود را با عنوان پلی‌کیت‌های ناحیه ساحلی کالیفرنیا (دکترا، ۱۹۳۶) تحت سرپرستی لایت به پایان رساند.

## طبقه‌بندی و سیستماتیک پلی‌کیت‌ها

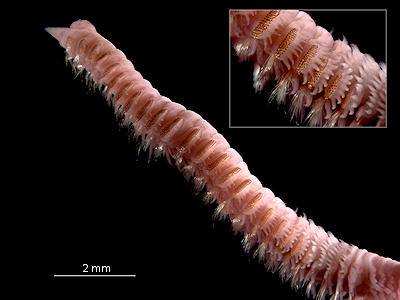
Orbinia sertulata. کار هارتمن بر روی Orbiniidae، گروهی از کرم‌های حلقوی، یکی از جامع‌ترین و دقیق‌ترین مطالعات در این حوزه محسوب می‌شود.

پس از سال ۱۹۳۶، هارتمن به سراسر جهان سفر کرد و نمونه‌هایی جمع‌آوری نمود و برای مدت کوتاهی در مؤسسات تحقیقاتی مختلف کار کرد. او چندین ماه را به‌عنوان جانورشناس پژوهشی در مؤسسه اقیانوس‌شناسی اسکریپس در سال ۱۹۳۷ گذراند. هارتمن در سال ۱۹۳۹ موفق به دریافت کمک‌هزینه بورسیه پژوهشی سارا برلینر شد که به او امکان سفر برای مطالعه مجموعه‌های کرم‌های حلقوی در اروپا و ایالات متحده را جهت آماده‌سازی یک تک‌نگاری در این زمینه داد.
از ژوئن ۱۹۳۹ تا مه ۱۹۴۰، او از مجموعه‌های موزه‌های سراسر جهان بازدید کرد و آن‌ها را مورد تجزیه و تحلیل قرار داد. سفر خود را از موزه تاریخ طبیعی لندن آغاز کرد و سپس به موزه تاریخ طبیعی سوئد، موزه ملی تاریخ طبیعی (آمریکا), آکادمی علوم طبیعی دانشگاه درکسل، موزه جانورشناسی تطبیقی، موزه تاریخ طبیعی آمریکا، و موزه تاریخ طبیعی پیبادی رفت.
در تابستان ۱۹۴۰، او در آزمایشگاه زیست‌شناسی شیلات ایالات متحده در جزیره پیورز، بووفرت، کارولینای شمالی، تحت نظارت مدیر هربرت اف. پرایثرچ کار کرد. در گزارش خود از این پژوهش، کرم‌های حلقوی دریایی کارولینای شمالی (۱۹۴۵)، هارتمن ۱۰۴ گونه از کرم‌های چندشکلی را توصیف کرد (که بیشتر آن‌ها را خود جمع‌آوری کرده بود)، جنس‌ها و گونه‌های جدیدی را معرفی کرد، بازنگری‌هایی در گونه‌های شناخته‌شده انجام داد، روابط همزیستی را مستند کرد، و فهرست‌های دقیقی از زیستگاه و پراکنش آن‌ها در ساحل شرقی آمریکا ارائه داد.
طبیعت‌شناس هری سی. ییتمن نقل می‌کند که هارتمن روزی به مدیر پرایثرچ گفت: «کار من در زمینه رده‌بندی کرم‌های حلقوی، علم محض است و هیچ ارزش عملی برای بشریت ندارد.» پرایثرچ پاسخ داد: «چیزی به نام علم محض وجود ندارد… بیایید منتظر بمانیم و ببینیم.» یک سال بعد، هارتمن فراخوانده شد تا نوعی کرم حلقوی را که به درون صدف‌های صدف خوراکی نفوذ کرده و آن‌ها را ضعیف می‌کرد، شناسایی کند.
او مقصر را، که تهدیدی برای مزارع صدف در میلدفورد، کنتیکت بود، شناسایی کرد و آن را Polydora websteri نام‌گذاری و توصیف کرد تا آن را از P. caeca و P. ciliata متمایز کند. توصیفات و تصاویر ریخت‌شناسی ارائه‌شده توسط هارتمن به انجام آزمایشی برای بررسی تأثیر این کرم‌ها بر افزایش مرگ‌ومیر صدف‌های آلوده کمک کرد.
در سال ۱۹۶۶، هارتمن یک فهرست جامع از کرم‌های چندشکلی منطقه هاوایی منتشر کرد که تا حدی مبتنی بر داده‌های اکتشافات تاریخی اوایل قرن بیستم بود. این سوابق بعداً توسط دیل استراوهن، پیتر جی. واین، و جولی اچ. بیلی-بروک مورد بررسی و گسترش قرار گرفت.

## یادداشت
1. ↑  To find her equal you'll have far to seek;
She's an all-around girl if you ever see one;
In all she succeeds, from Basket Ball to Greek;
In short, she's a peach, if ever there be one.[۳]
2. ↑  طبق گفته جان ال. موهر، گاهی دانشجویان از ساعت ۴ صبح تا نیمه‌شب کار می‌کردند.[۵]